# 막대사탕

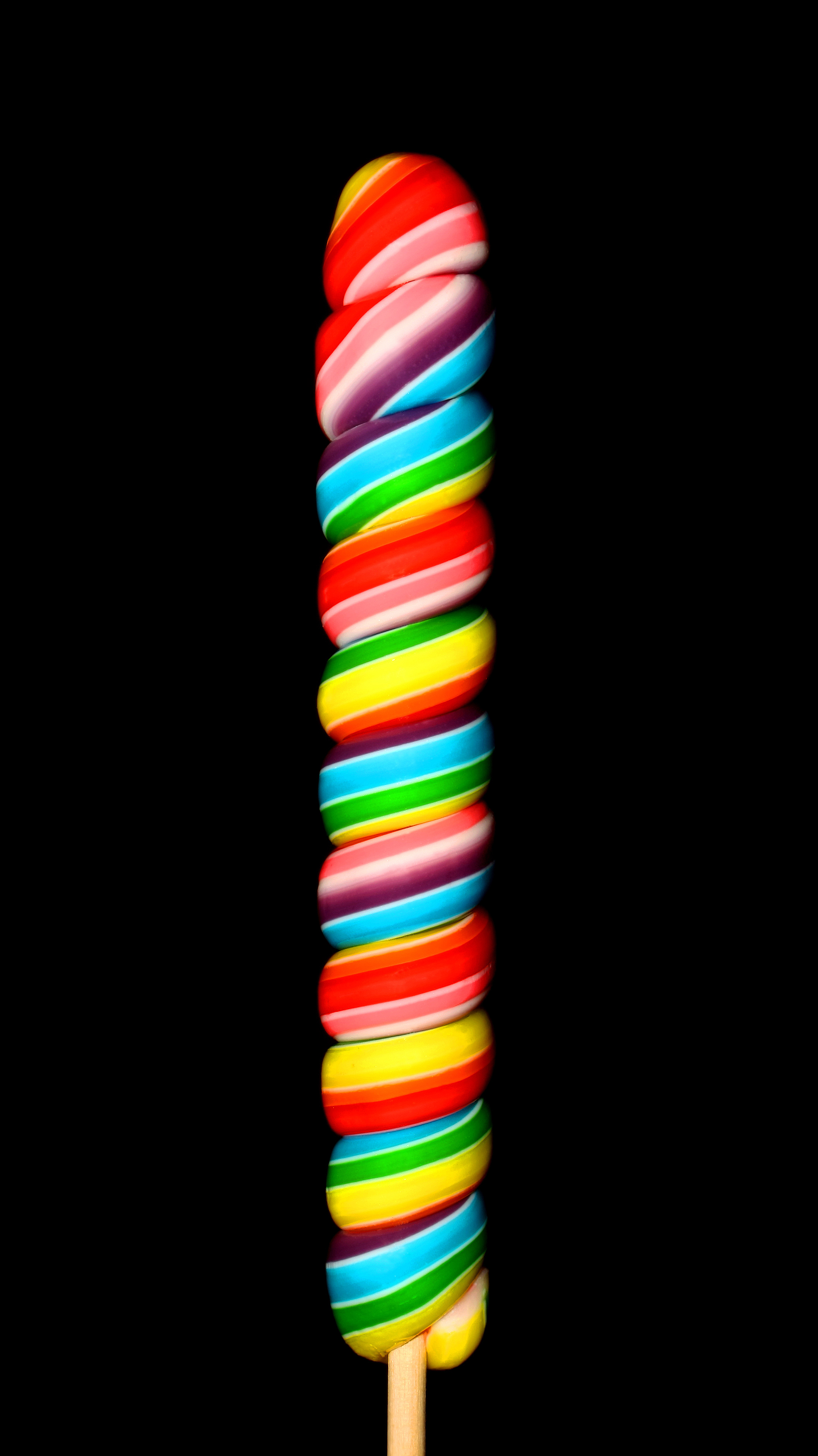
막대사탕

막대사탕(영어: lollypop, lollipop, 롤리팝[*])은 막대에 꽂혀있는 사탕으로, 빨거나 핥아먹을 목적으로 고안되었다.
롤리팝이라는 용어는 1796년 잉글랜드의 사전 편찬자 프란시스 그로스가 기록하였다.
유명한 막대사탕은 츄파춥스나 푸시팝 등이 있다.

## 종류
막대사탕은 다양한 색과 맛의 상품으로 이용할 수 있으며, 특히 과일 향을 많이 사용한다. 노르딕 국가, 독일, 네덜란드에서 일부 막대사탕들은 감초사탕의 맛을 낸다.

## 같이 보기
- 사탕
- 롤리팝
- 설탕
- 케이크
- 후식
- 아이스크림
- 커스터드
- 캐러멜
- 초콜릿
- 마시멜로
- 츄파춥스